# Tantas cosas que contar (canción)
Tantas Cosas que Contar es la décima pista del álbum "El Viaje de Copperpot" de La Oreja de Van Gogh.

## Acerca de la canción
Tantas cosas que contar describe una relación rota en la cual ella reconoce que se ha equivocado y quiere que las cosas vuelvan a empezar desde cero, mientras que él siente lo mismo, aunque está dolido por la traición. En el DVD titulado "La Oreja de Van Gogh" hay un videoclip de la canción que sirve de resumen de su visita a México durante el 2001.
La canción se puede describir como lo más acústico del álbum, en la que las guitarras y el piano son pieza fundamental. La canción fue tocada durante la Gira de El Viaje de Copperpot. Tras siete años fuera del repertorio de los conciertos, en 2009 en la gira A las cinco en el Astoria con Leire Martínez como nueva vocalista del grupo, gracias a las peticiones obtenidas de fanes a través de la web oficial del grupo, la canción se volvió a tocar en directo.
En esta gira se hacen pequeños cambios musicales, uno de ellos es que en la parte final de toca un puente musical correspondiente a Lloran piedras de su primer álbum y se menciona la frase de la canción "las nubes lloran piedras". Con sonidos de viento es como se enlaza a la siguiente canción.